# Маро Балич
Маро Балич (5 червня 1971) — хорватський ватерполіст.
Срібний призер Олімпійських Ігор 1996 року.